# 加夫里尔·戈洛夫金
加夫里尔·戈洛夫金伯爵（俄語：Гаврии́л Ива́нович Голо́вкин，1660年—1734年1月20日），俄罗斯帝国初期政治家，曾历经彼得一世、叶卡捷琳娜一世、彼得二世与安娜女皇四朝并长期担任外交大臣。1717-1734年间为首任俄罗斯帝国外交院院长。他当政时曾向中国派遣伊斯梅洛夫使团及弗拉季斯拉维奇-卢古辛斯基使团。沙俄首名派往中国的外交大使尤里·亚历山德罗夫·戈洛夫金是加夫里尔·戈洛夫金的曾孙。